# Трофимов, Борис Александрович
Бори́с Алекса́ндрович Трофи́мов (род. 2 октября 1938, Чита) — советский и российский химик, действительный член Российской академии наук с 2000 г. по отделению химии и наук о материалах. В 1965-м году кандидат химических наук, Иркутский государственный университет; в 1970-м доктор химических наук, Санкт-Петербургский государственный университет; в 1970-м заведующий лабораторией, Иркутский институт органической химии АН СССР; в 1974-м профессор; в 1990-м Член-корреспондент Российской академии наук (бывш. АН СССР); в 1990-м заместитель директора; с 1994-го директор Иркутского института органической химии (ныне Иркутский институт химии им. А. Е. Фаворского СО РАН). Лауреат Государственной премии РФ в области науки и технологий.

## Области исследования
- органический синтез на базе ацетилена и его производных;
- органическая химия фосфора, серы, селена, теллура (новые реакции, общие методы, полимеры);
- химия гетероциклических соединений;
- химия и физическая химия виниловых и аллениловых эфиров, сульфидов, полисульфидов, селенидов, теллуридов, фосфинов, фосфиноксидов, азолов;
- реакции присоединения по кратным связям, сверхосновные катализаторы и реагенты.

## Главные достижения
- Разработка концепции суперосновности, систематическое использование сверхосновных катализаторов и реагентов в химии ацетилена, гетероциклических соединений, органических соединений фосфора, серы, селена, теллура, новые общие реакции и методы синтеза органических и элементоорганических соединений (реакция Трофимова — одностадийный синтез пирролов из кетоксимов и ацетиленов; реакция Трофимова-Гусаровой — синтез фосфорорганических соединений из элементного фосфора).
- Технологически ориентированные методы синтеза ряда полифункциональных мономеров, интермедиатов и строительных блоков для органического синтеза, сероорганических полимеров, эпоксидных смол, сшивающих агентов, ионитов, экстрагентов, сорбентов, поверхностно-активных веществ, ингибиторов коррозии, присадок к топливам, электропроводящих, окислительно-восстановительных и фоточувствительных полимеров, органических электролитов, фармацевтических препаратов, отдушек, ароматических добавок, пестицидов.
- Автор 21 монографии и глав в монографиях, 60 крупных обзоров, свыше 1000 основных статей (общее число публикаций, включая 540 российских и зарубежных патентов, превышает 2600). Руководитель и консультант 75 кандидатов и 25 докторов наук.

Общий индекс цитирования составляет 6687, индекс Хирша — 29 (данные базы Web of Science).

## Членство
- Президиум Иркутского научного центра РАН, 1990;
- Президиум Восточно-Сибирского научного центра Российской академии медицинских наук, 1994;
- Научного совета по органической и элементо-органической химии Российской академии наук, 1999;
- Научного совета по катализу Российской академии наук, 2000;
- Редколлегии Журнала органической химии (Россия), журналов «Journal of Sulfur Chemistry» (Канада), «Химия гетероциклических соединений» (Латвия);
- Эксперт Российской государственной корпорации «РОСНАНО», 2009.

## Приглашенный профессор
- университеты и высшие учебные заведения Дели, Мадраса, Джайпура, Хайдерабада (Индия), 1988, 1990;
- университет Солт-Лейк-Сити 1991;
- университет Бригама Янга (г. Прово, США), 1991, 2000;
- университеты Амстердама, Утрехта, Ниймегена, Девентера (Нидерланды), 1992;
- университеты Гейдельберга, Тюбингена, Эрлангена (Германия), 1992;
- педагогический университет, Кашан-Париж (Франция), 2003.
- Санкт-Петербургский государственный университет, химический факультет, 2011;

## Награды
- Орден Дружбы (5 мая 1999 года) — за большой вклад в развитие отечественной науки и подготовку высококвалифицированных кадров наградить работников Иркутского научного центра Сибирского отделения Российской академии наук[2];
- Орден «Знак Почёта» (1986 год);
- Медаль «За доблестный труд» (1971 год);
- Почётная грамота Президента Российской Федерации (24 января 2024 года) — за залуги в научной деятельностии многолетнюю добросовестную работу[3];
- Лауреат Государственной премии РФ в области науки и технологий 2011 года — за крупный вклад в развитие органического синтеза, разработку инновационных технологий производства лекарственных средств и материалов, в том числе специального назначения[4];
- Золотая (1979), серебряная (1987) и две бронзовые (1972, 1978) медали за изобретения (Выставка достижений народного хозяйства СССР);
- Премии Сибирского отделения СССР за «Фундаментальные исследования в химической науке», 1984, «Прикладные исследования в химической науке» 1985, «Фундаментальные исследования в химической науке», 1990;
- Премия им. А. М. Бутлерова Российской академии наук, 1997;
- Премия Международной академической издательской компании «Наука» за лучший цикл работ, опубликованных в «Журнале органической химии», 1997;
- Премия Международной академической издательской компании «Наука» за лучший цикл работ, опубликованных в журнале «Доклады Академии наук», 1998;
- Медаль и Диплом Менделеевского Чтеца (Санкт-Петербург), 2003;
- Премия Международной академической издательской компании «Наука» за лучший цикл работ, опубликованных в «Журнале органической химии», 2005;
- Премия Международной академической издательской компании «Наука» за лучший цикл работ, опубликованных в «Журнале общей химии», 2007;
- Почетный профессор химического факультета Санкт-Петербургского государственного университета, 2011;

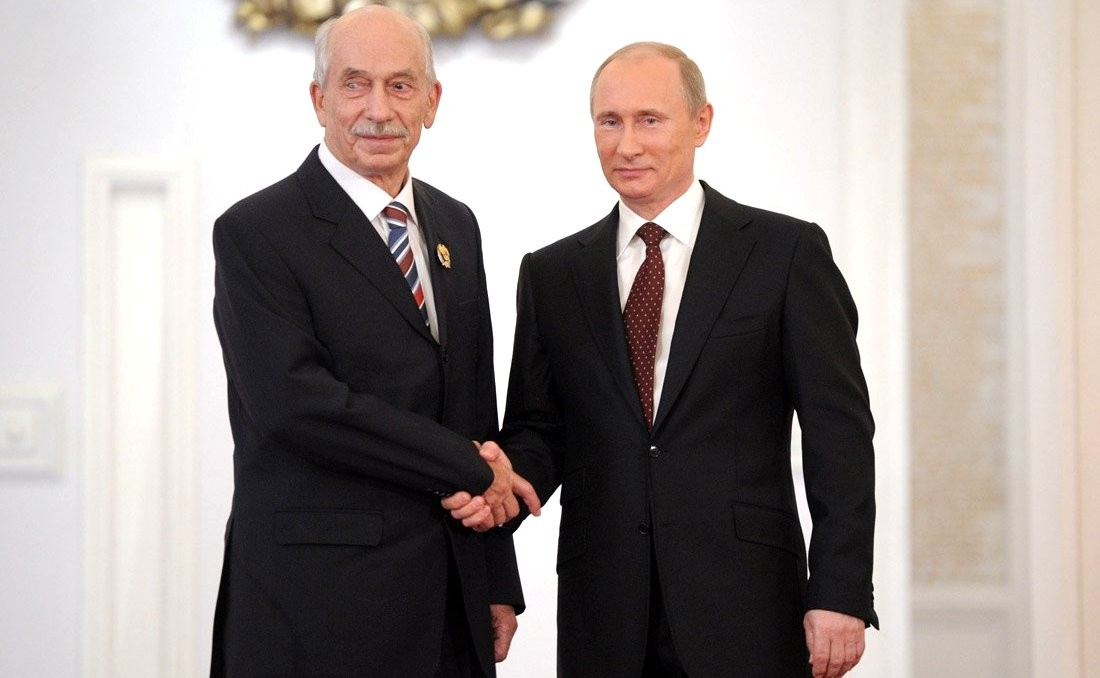
На вручении Государственной премии РФ

- Лауреат премии им А. Н. Несмеянова РАН за работу «Новый объщий метод образования Р-С связи с использованием элементного фосфора и суперосновных сред: бесхлорный однореакторный синтез фосфорорганических соединений», 2012;
- Почетный гражданин Иркутской области, 2012.

## Международная научная деятельность
- Пленарные доклады: 1982, Международный симпозиум по органической химии серы, Англия, Бэнгор; 1984, 1989, Главное годичное заседание химического общества ГДР, Дрезден, Хемниц; 1992, 4-й Японско-Русский симпозиум по механохимии, Япония, Нагоя; 1994, Совещание стран СНГ — США по вопросам органического синтеза, США, Стэнфорд — Пало-Альто; Международный симпозиум по органической химии серы, Германия, Мерсебург; 1999, 17-й Конгресс по химии гетероциклических соединений, Австрия, Вена; 2000, 1-я Флоридская конференция по химии гетероциклических соединений, США, Гэйнсвиль.
- Приглашенные доклады: 1996, 13-я Конференция ЮПАК по физической органической химии, Южная Корея, Инчхон; 1997, 10-й Европейский симпозиум по органической химии, Швейцария, Базель; 2002 Международный симпозиум по органической химии серы, США, Флагстафф.
- Секционные доклады: 1988, Международный симпозиум по органической химии серы, Дания, Оденс; 1995, Международная конференция по химии фосфора, Израиль, Иерусалим.
- Гостевые лекции: США (Прово, 1991, 2000; Солт Лейк Сити, Лоуген, Гейнсвилл, 1991; Нью-Йорк, 1994; Индианаполис, 1995); Нидерланды (Амстердам, Утрехт, Ниймеген, Девентер, 1992; Эйндховен, 1995; Гелен, 1996); Германия (Гейдельберг, Тюбенген, Эрланген, 1992; Людвигсхафен, 1996, 1997, 1998); Франция (Париж, Кашан, 2003); Индия (Дели, Мадрас, Джайпур, Хайдерабад, 1988, 1990); Венгрия 1987; Чехословакия, 1988; Монголия, 1983.
- Консультации: 1994—2003 (Молтех. Корп., США; Сайон Повер Корп., США; Молтех Сэтелайт Текнолоджи Групп, Великобритания; BASF, Германия; Самсунг, Корея).

## Избранные труды последних лет
- Трофимов Б. А., Гусарова Н. К. Ацетилен: новые возможности классических реакций // Успехи химии. — 2007. — Т. 76, № 6. — С. 550—570.
- Mikhaleva A.I., Ivanov A.V., Skital’tseva E.V., Ushakov I.A., Vasil’tsov A.M., Trofimov B.A. An efficient route to 1-vinylpyrrole-2-carbaldehydes // Synthesis — 2009. — № 4. — P. 587—590.
- Trofimov B.A., Gusarova N.K. Elemental phosphorus in strongly basic media as phosphorylating reagent: a dawn of halogen-free ‘green’ organophosphorus chemistry // Mendeleev Commun. — 2009. — № 19. — P. 295—302.
- Wang H., Zeng Y., Ma J. S., Fu H., Yao J., Mikhaleva A. I., Trofimov B. A. Facile synthesis of size-tunable micro-octahedra via metal-organic coordination. // Chem. Commun. — 2009. — P. 5457-5459.
- Trofimov B. A., Markova M. V., Tatarinova I. V., Mikhaleva A. I., Morozova L. V., Petrova O. V., Sobenina L. N., Petrushenko K. B., Vakul’skaya T. I., Khutsishvili S. S., Prozorova G. F. I2-doped and pyrrole ring-iodinated semi-conducting oligomers of N-vinyl-3-alkyl-2-phenylpyrroles // Synthetic Metals. — 2010. — V. 160. — P. 2573—2580.
- Trofimov B. A., Markova M. V., Morozova L. V., Mikhaleva A. I., Sobenina L. N., Petrova O. V., Vakul’skaya T. I., Myachina G. F., Petrushenko K. B. Cationic and radical polymerization of N-vinyl-2-phenylpyrrole: Synthesis of electroconducting, paramagnetic and fluorescent oligomers // Synthetic Metals. — 2010. — V. 160. — P. 1539—1543.
- Trofimov B.A., Shemyakina O.A., Mal′kina A.G., Ushakov I.A., Kazheva O.N., Alexandrov G.G., Dyachenko O.A. A Domino Reaction of α,β-Acetylenic γ-Hydroxy Nitriles with Arenecarboxylic Acids: An Unexpected Facile Shortcut to 4-Cyano-3(2H)-furanones // Org. Lett. — 2010. — V. 12, № 14. — P. 3200-3203.
- Ivanov A.V., Ushakov I.A., Petrushenko K.B., Mikhaleva A.I., Trofimov B. A. Chemo-, regio- and stereospecific synthesis of novel unnatural fluorescent amino acids via condensation of L-lysine and 1-vinylpyrrole-2-carbaldehydes // Eur. J. Org. Chem. — 2010. — № 24. — P. 4554-4558.
- Trofimov B. A., Schmidt E. Yu., Skitaltseva E. V., Zorina N. V., Protsuk N. I., Ushakov I. A., Mikhaleva A. I., Dyachenko O. A., Kazheva O. N., Aleksandrov G. G. Unexpected diastereoselective one-pot assembly of hexahydroazulenones from 2-alkylcyclohexanones and arylacetylenes in KOH/DMSO suspension // Tetrahedron Lett., 2011. — V. 52 (33). — P. 4285-4287.
- Shurygina I.A., Sukhov B.G., Fadeeva T.V., Umanets V.A., Shurygin M.G., Ganenko T.V., Kostyro Ya.A., Grigoriev E.G., Trofimov B.A. Bactericidal action of Ag(0)- antithrombotic sulfated arabinogalactan nanocomposite: сoevolution of initial nanocomposite and living microbial cell to a novel non-living nanocomposite // Nanomedicine: Nanotechnology, Biology and Medicine. — 2011. — V. 7, № 6. — P. 827—833.
- Sobenina L.N., Vasil’tsov A.M., Petrova O.V., Petrushenko K.B., Ushakov I.A., Clavier G., Meallet-Renault R., Mikhaleva A.I., Trofimov B. A. A General Route to Symmetric and Asymmetric meso-CF3-3(5)-Aryl(Hetaryl)- and 3,5-Diaryl(Dihetaryl)-BODIPY Dyes // Org. Lett. — 2011. — V. 13, № 10. — P. 2524—2527.
- Tatarinova I. V., Markova M. V., Mikhaleva A. I., Morozova L. V., Petrova O. V., Sobenina L. N., Vakul’skaya T. I., Khutsishvilia S. S., Prozorova G. F., Petrushenko K. B., Yakimanskyb A. V., Mac J.Sh., Yangc G., Trofimov B. A.* Cationic and free radical polymerization of N-vinyl-2,3-diphenylpyrrole.// Synthetic Metals. — 2012. — V. 162. — P. 662—669.
- Dvorko M. Y., Schmidt E. Yu., Glotova T. E., Shabalin D. A., Usakov I. A., Kobychev V. B., Petrushenko K. B., Mikhaleva A. I., Trofimov B. A. Expedient One-Step Synthesis of Nitrogen Stilbene Analogues by Transition Metal-Free Hydroamination of Arylacetylenes with Pyrroles // Tetrahedron, 2012. — V. 68. — № 7. — Р. 1963—1971.
- Trofimov B.A., Artem’ev A.V., Malysheva S.F., Gusarova N.K., Belogorlova N.A., Korocheva A.O., Gatilov Yu.V., Mamatyuk V.I. Expedient one-pot organometallics-free synthesis of tris(2-pyridyl)phosphine from 2-bromopyridine and elemental phosphorus // Tetrahedron Lett. — 2012. — V. 53, N 19. — P. 2424—2427.
- Tatarinova I. V., Tarasova O. A., Markova M. V., Morozova L. V., Mikhaleva A. I., Trofimov B. A.. Oligomerization of phenylferrocenylacetylene under the action of WCl6. //J. Organometallic Chem. — 2012. — 124e127. — P. 706—707.
- Trofimov B. A., Schmidt E. Yu., Zorina N. V., Ivanova E. V., Ushakov I. A. Transition-Metal-Free Superbase-Promoted Stereoselective α-Vinylation of Ketones with Arylacetylenes: A General Strategy for Synthesis of β,γ-Unsaturated Ketones // J. Org. Chem., 2012, — V. 77 № 16. Р. 6880-6886.
- Trofimov B.A., Vasil’tsov А.M., Ivanov A.V., Ushakov I.A., Schmidt E.Yu., Sobenina L.N., Mikhaleva A.I. Metallation of N-vinylpyrroles and -indoles with Hg(OAc)2: N-vinyl vs. pyrrole nucleophilic sites // Dalton Trans. — 2012. — V. 41, N 18. — P. 5512-5516.
- Trofimov B.A., Andriyankova L.V., Belyaeva K.V. New methodology of functionalization of the imidazole ring by alkynes // Chemistry of Heterocyclic Compounds. — 2012. — V. 48, N 1. — P. 147—154.
- Trofimov B. A., Schmidt E. Yu., Zorina N. V., Ivanova E. V., Ushakov I. A., Mikhaleva A. I. Transition Metal-Free Stereoselective α-Vinylation of Cyclic Ketones with Arylacetylenes in the Superbasic Catalytic Triad Potassium Hydroxide/tert-Butyl Alcohol/Dimethyl Sulfoxide // Adv. Synth. & Catal., 2012. ¬ V. 354 № 9. — P. 1813—1818.
- Химия пиррола. Новые страницы // Б. А. Трофимов, А. И. Михалева, Е. Ю. Шмидт, Л. Н. Собенина // Под ред. Г. А. Толстикова. — Новосибирск: Наука, 2012. — 383 с. ISBN 978-5-02-019070-2.
- Недоля Н. А., Трофимов Б. А. Реакции [1,7]-электроциклизации в синтезе производных азепинов. ХГС. 2013. — № 1. С. 166—190.
- Trofimov B.A., Andriyankova L.V., Nikitina L.P., Belyaeva K.V., Mal′kina A.G., Sobenina L.N., Afonin A.V., Ushakov I.A. Stereoselective Tandem Ring Opening of Imidazoles with Electron-Deficient Acetylenes and Water: Synthesis of Functionalized (Z,Z)-1,4-Diaza-2,5-dienes // Org. Lett. — 2013. ¬ V. 15, — № 9. — P. 2322—2324.
- Schmidt E. Yu., Tatarinova I. V., Ivanova E. V., Zorina N. V., Ushakov I. A., Trofimov B. A. A One-Pot Approach to Δ2-Isoxazolines from Ketones and Arylacetylenes // Org. Lett., 2013, — V. 15. — № 1. P. 104—107.
- Trofimov B.A., Oparina L.A., Parshina L.N., Khil’ko, M.Ya., Tantsyrev A. P., Aleksandrova G. P. Vinylation of cellulose in superbase catalytic systems: towards new biodegradable polymer materials // Cellulose — 2013. — V. 20, — № 3. — P. 1201—1214.
- Grischenko L.A., Parshina L.N., Kanitskaya, L.V., Larina, L.I., Novikova L.N., Trofimov B.A. Propargylation of arabinogalactan with propargyl halides-a facile route to new functionalized biopolymers // Carbohydrate Res. — 2013. — V. 376. — 7-14. dx.doi.org/10.1016/j.carres.2013.04.031.